# Polikarpow I-5
Der Anderthalbdecker Polikarpow I-5 (russisch Поликарпов И-5, auch Grigorowitsch I-5) entstand Anfang der 1930er Jahre und war bis 1936 das Standardjagdflugzeug der sowjetischen Luftstreitkräfte. Bis 1934 wurden einschließlich der Prototypen 803 Exemplare hergestellt.

## Entwicklung
Im Dezember 1929 stellte man für die Entwicklung eigens eine kleine Arbeitsgruppe mit den beiden kurz vorher verhafteten Konstrukteuren Nikolai Polikarpow und Dmitri Grigorowitsch zusammen. Die Arbeiten wurden unter Bewachung im Flugzeugwerk Nr. 39 durchgeführt. Die Konstruktion wurde rasch vorangetrieben, so dass der erste Prototyp WT-11 schon am 29. April 1930 mit Testpilot B. L. Buchholz zum Erstflug starten konnte. Angetrieben wurde er von einem französischen Gnôme-RhôneJupiter-VII-Triebwerk. Das Kürzel WT steht für Wnutrennaja Tjurma (Вңутренная тюрьма, internes Gefängnis) und bezieht sich auf die Bedingungen, unter denen das Flugzeug entstand.
Es folgten noch zwei Prototypen, die Klim Woroschilow (russisch Клим Ворошилов) mit einem Jupiter-VI- und die Podarok XVI. Partsjesd (Подарок XVI. Партсъезд, Geschenk zum 16. Parteitag) mit einem einheimischen M-15-Motor. Nummer 3 flog erstmals am 1. Juli 1930 und war mit einem Townend-Ring versehen worden, um eine bessere Luftkühlung zu gewährleisten.
Die ersten sieben Serienmaschinen wurden im August/September 1930 im Werk Nr. 21 produziert und waren mit einem leistungsstärkeren M-22-Triebwerk ausgestattet, das auch beibehalten wurde. Die Fliegertruppe erhielt die I-5 1933 und flog sie fast neun Jahre lang, wenn auch zuletzt nur als Übungsmaschine. Mit ihr konnte dank der gutmütigen Flugeigenschaften erstmals in der Sowjetunion durch den Piloten W. A. Stepantschonok das Flachtrudeln erforscht werden.
1934 erschien eine zweisitzige Schulversion, die jedoch nur zweimal gebaut wurde. Eine kleine Anzahl von I-5 rüstete man statt mit zwei mit vier 7,62-mm-MG PW-1 mit insgesamt 2000 Schuss Munitionsvorrat aus. Die sowjetische Schwarzmeerflotte verwendete noch 1940 einige Flugzeuge der Erdkampfversion I-5LSch (LSch russ. für leichtes Schlachtflugzeug).
Bei Erprobung der Sweno-Projekte fand die I-5 ebenfalls Verwendung.

## Technische Beschreibung
Die I-5 war in Gemischtbauweise gehalten. Der Rumpf bestand aus einer verschweißten Stahlrohrkonstruktion, die vorn mit Metall beplankt und hinten mit Stoff bespannt war. Die Tragflächen bestanden aus einem Holz-, das Leitwerk aus einem Leichtmetallrahmen. Das gesamte Tragwerk war verspannt und ebenfalls mit Stoff bezogen. Das Fahrwerk war starr und besaß eine durchgehende Achse mit einem Hecksporn.

## Technische Daten

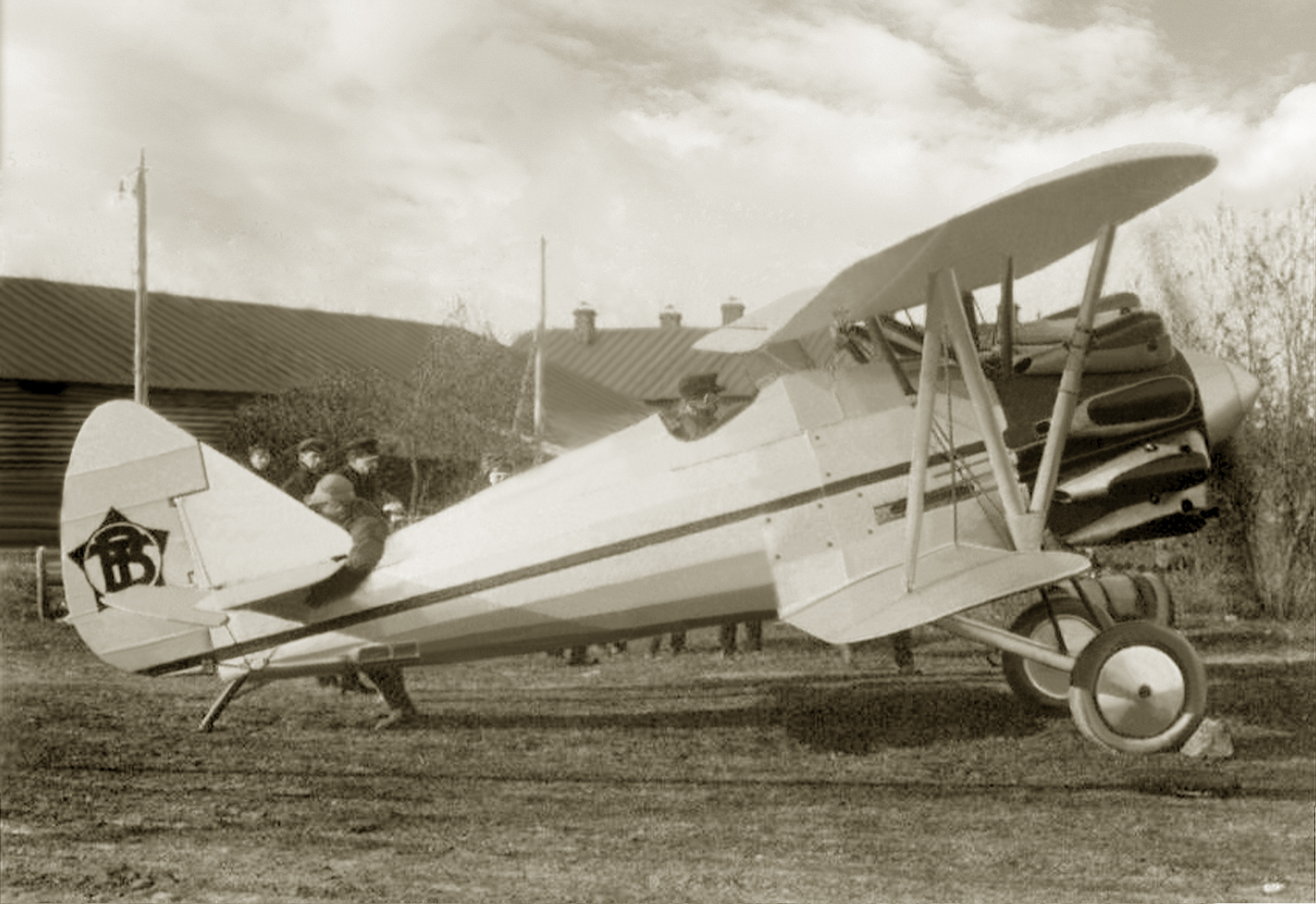
Der erste Prototyp WT-11 vor seinem Erstflug

Dreiseitenriss

| Kenngröße             | Daten |
| --------------------- | --- |
| Besatzung             | 1 |
| Spannweite            | oben 10,24 m unten 7,44 m                                                                                 |
| Länge                 | 6,78 m |
| Höhe                  | 2,03 m |
| Flügelfläche          | 21,25 m²                                                                                                  |
| Flächenbelastung      | 63,7 kg/m²                                                                                                |
| Leistungsbelastung    | 2,8 kg/PS                                                                                                 |
| Rüstmasse             | 943 kg |
| Startmasse            | 1355 kg                                                                                                   |
| Antrieb               | ein luftgekühlter Sternmotor M-22                                                                         |
| Leistung              | 348 kW (473 PS)                                                                                           |
| Höchstgeschwindigkeit | 286 km/h in Bodennähe (mit Radfahrwerk) 278 km/h in Bodennähe (mit Schifahrwerk) 252 km/h in 5.000 m Höhe |
| Landegeschwindigkeit  | 95 km/h                                                                                                   |
| Steigzeit             | 1,6 min auf 1000 m Höhe 5,6 min auf 3000 m Höhe 10,1 min auf 5000 m Höhe                                  |
| Gipfelhöhe            | 7300 m |
| Flugdauer             | 2,5 h |
| Reichweite            | 660 km |
| Flugdauer             | 2,0 h |
| Dauer einer Vollkurve | 16 s |
| Startstrecke          | 100 m |
| Landestrecke          | 200 m |
| Bewaffnung            | zwei 7,62-mm-MG PW-1 mit je 1200 Schuss zwei 10 kg-Bomben                                                 |